# Gabriel de Mendinueta
Gabriel de Mendinueta (Fuenterrabía 1674 - 1736) fue un marino y militar español que participó en la expedición de Darrien, en la reconquista de Mallorca, en la conquista de Cerdeña, en el combate del cabo Passaro y en las expediciones a La Habana y Veracruz.
Cayó  prisionero de la Armada inglesa en la batalla del cabo Passaro (Sicilia) y  sufrió un naufragio en Samaná en 1718 .
Fue capitán de navío y falleció en Fuenterrabía, el 22 de septiembre de 1736.

## Biografía
Nació en 1674 en Fuenterrabía, provincia de Guipúzcoa en el País Vasco (España).
Se alistó en la marina española en 1692. 
En 1700, fue enviado con la expedición de Darién (Colombia).
Durante la Guerra de Sucesión en 1713  participó en el sitio de Barcelona.
En 1716 participó en la reconquista de Mallorca frente a los británicos, y en 1717 en la reconquista de Cerdeña.
En 1718 tomó parte de la expedición de conquista del Reino de Sicilia. Cayó prisionero durante el combate del cabo Passaro que sostuvo la Armada del guipuzcoano  Antonio de Gaztañeta con la inglesa del almirante Bing, el 11 de agosto del mismo año, durante la Guerra de la Cuádruple Alianza.
Tras su liberación, en 1724 tomó posesión del mando del navío Guadalupe. En él salió para América el 5 de julio del mismo año con los azogues del teniente general Baltasar de Guevara, con cuyo buque naufragó  en la bahía Samana el 25 de agosto. Pudo llegar a nado a la costa.
Posteriormente realizó varias misiones en América y falleció en 1736